# سیاوش نوروزف
سیاوش نوروزف (ترکی آذربایجانی: Siyavuş Dünyamalı oğlu Novruzov؛ زادهٔ ۱۷ فوریهٔ ۱۹۶۹) سیاستمدار اهل جمهوری آذربایجان است.